# マイク・コスティン
マイケル・チャールズ・コスティン（Michael Charles Costin、1929年7月10日 - ）は、マイク・コスティン（Mike Costin）として知られる人物で、イギリスの自動車技術者、実業家である。レーシングエンジンビルダーのコスワースの共同創業者として知られる。

## 概要
エンジニアのキース・ダックワースとともにコスワースを創業し、1960年代から1980年代にかけて同社が世界有数のレーシングエンジンビルダーになるまでの過程を担った。エンジニアとしては、実務型のエンジニアとしてダックワースの片腕を務め、コスワースのあらゆるエンジン開発にかかわり、特にフォード・コスワース・DFVエンジンをダックワースとともに開発したことで知られる。（→#コスワース）
コスワースの創業以前は、1952年に設立されたロータス・エンジニアリング社で最初期に加わり、創業者で経営者・技術者であるコーリン・チャップマンの右腕を10年に渡って務めていた。（→#ロータス）

## 経歴
ロンドン生まれのロンドン育ち。4人兄弟の末子（三男）として生まれた。
父親は腕の立つ職人で、上流階級の人々を顧客とした住宅内装業を営んでおり、コスティンは特に裕福でもなければ貧しくもない家庭環境で育った。コスティン家には機械とは何の関連もなかったが、コスティンは3歳頃に子供用の自転車（push-bike）を与えられた時からエンジンや機械工学に興味を持つようになり、9歳年上の長兄フランクの影響により、飛行機好きとして育った。
兄たちと同じく、ロンドン・ハーロウ区のサルバトリアン・カレッジで教育を受けた。

### デ・ハビランド
15歳で学校を中退し、航空機メーカーのデ・ハビランド・エアクラフトに商務見習いとして入った。デ・ハビランド社は見習いへの教育プログラムが充実しており、2年後、適性を見出した同社はコスティンの役割を工学見習いに昇格させた。コスティンは4年半の見習い期間の後、イギリス空軍における2年間の兵役を終え、1950年に同社に復帰した際にエンジニアとして迎えられ、コメット旅客機の試験装置の設計などを任された。
1951年には、それまで航空機メーカーのパーシヴァル社でエンジニアを勤めていた長兄のフランク・コスティンが空力エンジニアとしてデ・ハビランド社に移ってきた。
コスティンはこの時期に同僚の手伝いとして750モータークラブへの参加を始め、そこで、同クラブの中心人物だったコーリン・チャップマンと知り合った。

### ロータス
1952年、チャップマンはアレン兄弟とともにイギリスのホーンジーにてロータス・エンジニアリング社を設立した。この会社は後にスポーツカーメーカーのロータス・カーズ、F1チーム・コンストラクター（車両製造者）のチーム・ロータスとして非常によく知られる存在になる会社である。
コスティンが750モータークラブでチャップマンと知り合ったのは、ロータスが設立された1952年の末のことだった。当時のチャップマンは市販スポーツカーのロータス・マーク6の製造を進めており、その手伝いを依頼されたコスティンは、年明け1953年1月から同社への協力を始めた。航空機技術者であり航空機の構造設計に通じていたコスティンの知識はロータスにとっても貴重なものとなり、ロータスの車体フレームの設計に活用された。
そうして、コスティンはデ・ハビランド社で製図士としての仕事をする傍ら、チャップマンを手伝うようになり、レーシングカーの製作も行うようになった。設立当初のこの時期、チャップマンも日中はブリティッシュ・アルミニウム社の従業員として働いており、ロータスのためにフルタイムで働いている者はいなかった。そうして、コスティンは日中の午前8時から午後6時までデ・ハビランド社で働き、終業後の午後7時過ぎから午前2時くらいまでロータスで車両製作にあたるという生活をするようになった。1953年中に、アレン兄弟は離脱したため、同社はチャップマンとコスティンの2名のみとなり、コスティンは、チャップマンの片腕を務めつつ、兄のフランク・コスティンもロータスに勧誘して車両開発に引き込んだ。
結果として、コスティンによって航空機の構造設計、兄のフランクによって航空機の空力処理の知識がロータスに注入されることになった。そうして完成したのが1954年のロータス・マーク8で、以降、同社のレーシングカーは軽量な構造の車体と空力的に洗練されたボディを持つことになり、創業初期にこうした車両を製造できるようになったことはロータスにとって有利に働いた。
コスティンは1955年1月にデ・ハビランドを退社し、週給15ポンドで正式にロータスに雇われ、フルタイムで働き始めた。この時点でロータスの従業員は15名ほどで、コスティンは同社のナンバー2となり、引き続きチャップマンの片腕を務めた。

### コスワース
1958年、コスティンはキース・ダックワースとともにコスワース・エンジニアリング社（Cosworth Engineering Ltd.）を設立し、ダックワースの片腕として設計開発を行った。
コスティン自身は1962年まではロータスに籍を置きつつコスワースでもダックワースとともに仕事をし、1962年に正式にコスワースに移籍した。以降、1980年代末までダックワースとともにコスワースを率いることになる。

#### コスワース設立 (1958年)
コスティンは1956年の夏にキース・ダックワースと知り合い、そのダックワースが1957年にロータスに入社したことが、コスティンにとっての転機となる。
ギアボックスの開発エンジニアとして雇われたダックワースだったが、その時に考案した機構を採用するかをめぐってチャップマンと意見の対立があるなどのこともあって、自身の会社を設立することを決断する。
ダックワースはコスティンに相談を持ち掛け、1958年9月30日にケンジントンの小さなガレージにてコスワース・エンジニアリング社を設立した。社名はコスティンとダックワースの姓を合わせたもので、コスティンも共同創業者ではあるが、妻と3人の子供を養う必要があったコスティンは生活のためにもロータスに留まるほかなく、コスワース社の創業時の社員はダックワースだけだった。チャップマンも、コスワースの設立直前にコスティンと3年間の長期契約を結ぶことで引き留めを図った。
コスティンは1956年から1962年までロータスでテクニカルディレクターを務めた。1962年8月にロータスとの契約が満了したことを機に正式にコスワースに移籍し、以降はコスワースの事業に専念するようになった。コスティンがロータスとコスワースの二重生活をしていたことは、結果として、ロータスとコスワースの関係を深めることになった。

#### DFV（1967年）
1960年代半ばの頃には、コスワースはフォーミュラ2（F2）以下のエンジンビルダーとして成功を収めて多くのバックオーダーを抱え、50人弱の従業員を抱える程度の規模になったが、その頃になってもエンジンの設計はコスティンとダックワースの二人で行っていた。
ロータスのチャップマンからの要請とフォードの資金援助を得て、コスワースは1966年初めにDFVエンジンの開発を始めた。最初のDFVエンジンは1967年4月に完成し、同エンジンを搭載したロータス・49のシェイクダウン走行はコスティンの運転によって行われた。
DFVエンジンは1980年代まで長く使われ、F1世界選手権において通算155勝を記録し、世界選手権タイトルを12回、コンストラクターズタイトルを10回獲得した。

### 引退
1988年、ダックワースはコスワースの社長の座を退き、コスティンが跡を継いだが、2年後の1990年にコスティンも健康上の理由により同社を退いた。その後は隠居するが、要請に応じてエンジニアリングやレース関連の会社経営についてのコンサルタントを務めている。

## エンジニアとしての特徴
キース・ダックワースが天才型のエンジニアかつ気難しいところのある人物だったのに対して、コスティンは実直で、誰もがわかる平易な言葉で指示を伝えることができ、実務型のエンジニアとしてとても優秀だった。コスティンのこうした能力は、ダックワースを補完するものとなり、30年に渡ってコスワースにおける要石として機能した。
エンジニアとしては、第六感に優れ、難しい問題が生じてもその原因を直ちに突き止める鋭い直感を持っていた。その分析能力は直感と経験を織り交ぜたもので、何かトラブルが起きても、ごく簡単に、かつ安上りに解決方法を見出すことができたと言われている。

### ドライビングエンジニア
コスティンは若い頃は自動車には関心を持っておらず、自動車レースを観戦したこともなく、750モータークラブに参加するようになった1952年頃に初めてレースの世界に入った。
自動車レースに関わり始めたのはだいぶ遅かったにもかかわらず、コスティンは「もしドライバーとして打ち込んでいても成功しただろう」と言われることになるほど、ドライバーとしても優れていた。
この特技は、同じ特技を持っていたことで知られるかつてのルドルフ・ウーレンハウトと同様、車両開発においても、試作車を自ら高速走行させてテストするという形で活用され、上記した1967年のロータス・49のほか、1969年にロビン・ハードがコスワースで設計した全輪駆動（4WD）のF1車両もコスティンが自らステアリングホイールを握ってテスト走行を行った。
1965年にシルバーストン・サーキットで開催されたF2レースに参戦した際、ジム・クラークをしのいでポールポジションを獲得したという、これもまた（ファンジオより速く走ったことがあるという）ウーレンハウトと似た逸話がある。

## 人物
コスワースを経営していた1970年頃（40歳頃）、背の高いがっしりした体格だった。ユーモアのセンスがあり、人付き合いもきわめて良く、誰からも好かれた。
優秀なエンジニアだったが、計算は苦手だったという。